# Georgi Kamenski
Georgi Kamenski (in bulgaro Георги Каменски?; Sofia, 3 febbraio 1947) è un ex calciatore bulgaro, di ruolo portiere.

## Carriera

### Club
Ha sempre giocato con il Levski Sofia, club con cui ha vinto tre Coppe di Bulgaria e tre campionati bulgari.

### Nazionale
Pur senza mai scendere in campo con la nazionale, è stato convocato per il Campionato mondiale di calcio 1970.

## Palmarès

### Club

#### Competizioni nazionali
- Campionato bulgaro: 3

Levski Sofia: 1964-1965, 1967-1968, 1969-1970
- Coppa di Bulgaria: 3

Levski Sofia: 1966-1967, 1969-1970, 1970-1971